# Owariasahi (Aichi)
Owariasahi (尾張旭市 Owariasahi-shi?) es una ciudad que se encuentra al oeste de la Prefectura de Aichi, Japón. Es una ciudad dormitorio de Nagoya, que está situado al suroeste.
Según datos del 2010, la ciudad tiene una población estimada de 80.370 habitantes y una densidad de 3.820 personas por km². El área total es de 21,03 km².
La ciudad fue fundada el 1 de diciembre de 1970.

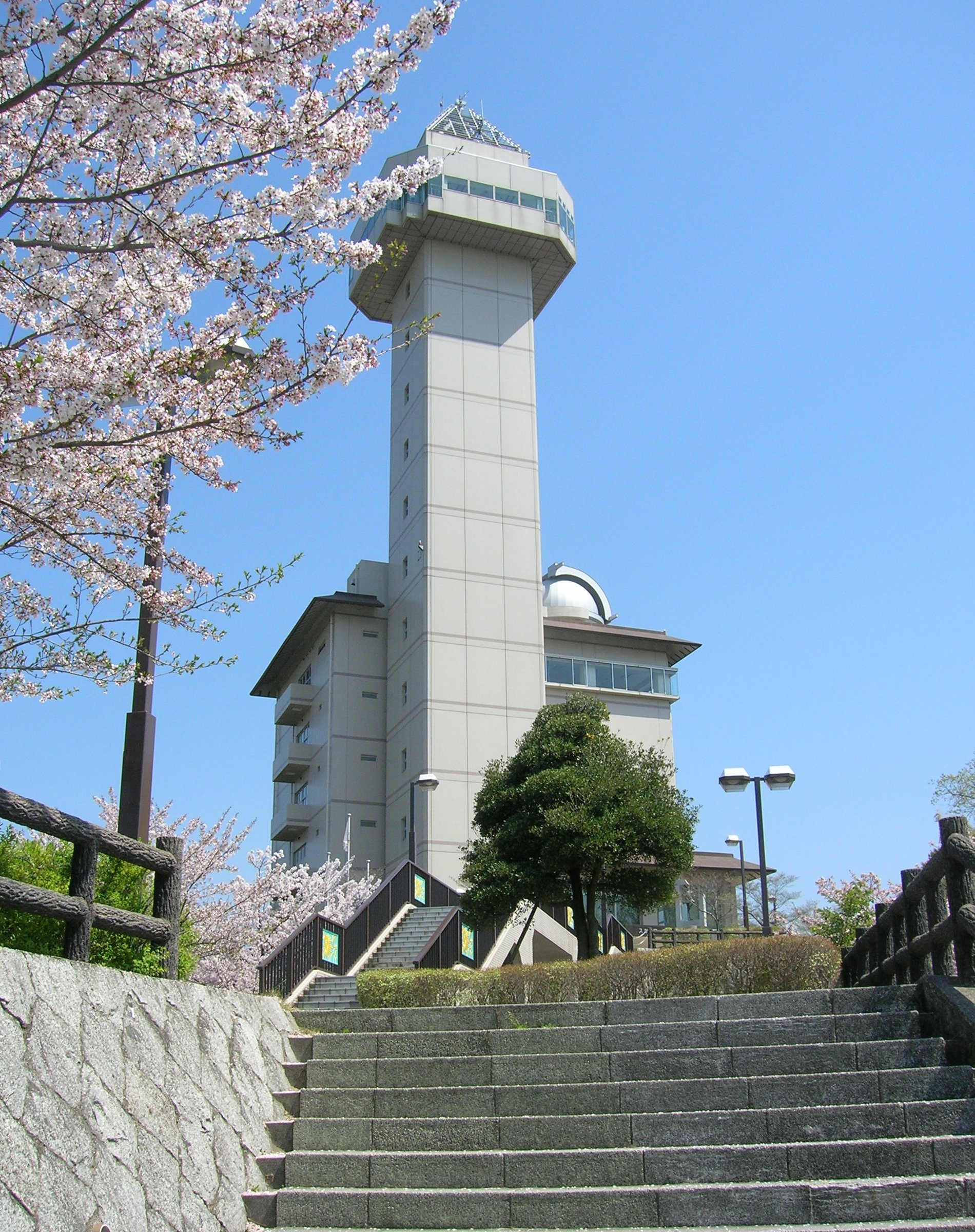
Skyward Asahi